# 刘遵礼
刘遵礼（816年—868年），字鲁卿，唐懿宗时期的内侍省内侍。去世后的墓志铭由宰相刘瞻撰文，监察御史崔筠书丹并篆盖，刻玉册官邵建初刻石。

## 生平
元和十一年（816年），出生。
元和十五年（820年），唐宪宗暴卒，唐穆宗继位。
长庆四年（824年），唐穆宗去世，唐敬宗继位。
宝历二年（826年），唐敬宗被害，唐文宗继位，进入宫廷。
大和九年（835年），甘露之变。
开成五年（840年），唐文宗病逝，唐武宗继位，担任掖庭局宫教博士。
会昌元年（841年），授予登仕郎
会昌四年（844年），担任承务郎。
会昌六年（846年），唐武宗暴卒，唐宣宗继位，担任宣徽院北院使。
大中二年（848年），授予朝散大夫、彭城县开国县子，食邑五百户。
大中五年（851年），担任宣徽院南院使。
大中七年（853年）。担任弓箭库使。
大中八年（854年），担任内庄宅使。
大中九年（855年），担任监军使。
大中十二年（858年），担任郓州监军使。
大中十三年（859年），唐宣宗病逝，唐懿宗继位，再次担任弓箭库使。
咸通元年（860年），担任掖庭令。
咸通三年（862年），担任内飞龙使。
咸通四年（863年），担任内侍省内侍。
咸通五年（864年），担任邠宁监军。
咸通七年（866年），再次担任内庄宅使。
咸通八年（867年），授予银青光禄大夫。
咸通九年（868年），病逝家中，唐懿宗下诏赠左监门卫大将军。

## 亲属
- 刘英（曾祖）
- 刘宏规（祖）
- 刘行深（父）
- 田氏（妻）
  - 刘重易（长子）
  - 刘重允（次子）
  - 刘重益（三子）
  - 刘重则（四子）